# 明氏亀谷家
明氏亀谷家（みんしかめやけ）は、照屋親雲上長太を元祖とする長男の明氏安次冨家と次男の亀谷家から成る琉球の首里士族である。琉球王国、第一尚氏王統第七代国王・尚徳王の三男・屋比久大屋子の末裔である。

## 概要
尚徳王の世子・佐敷王子、次男・浦添王子は第二尚氏の尚円王への世替り（クーデターという説もある）の折、殺害された。三男はこのとき三歳、乳母に抱かれ先祖の地、佐敷に落ちのびたとされる。後に佐敷間切・屋比久の地頭となり、屋比久大屋子と称する。明氏はその後裔である。一世長太は第二尚氏王朝・尚清王に仕える。二世長孫は長太の次男で、明氏の直系は、兄・上江洲親雲上長均の家系である明氏安次富家で、長孫は分家独立し、先祖の遺領、奄美阿鉄の地頭になり（阿手津親雲上）、かつ第一尚氏王朝以前（屋蔵大主、鮫川大主時代）の地である伊平屋島の按司掟に任じられた。また四世長頼（亀谷親雲上）の時、王孫の由緒をもって王府より王城の地首里移住を許される。これより、この子孫は首里士族としての道を歩む。

## 明姓の由来
琉球と明との関係は1372年、明の太祖の招諭を、時の中山王察度が応じて使者を派遣したのに始まる。いわゆる冊封体制が成立した。明王朝も琉球国を重視し『明実録』には、明と琉球との交流、琉球国の動向が詳細に記録されている。
のち第二尚氏王朝時代、王府に系図座が創設され　士族が唐名（中国名）を名のるようになった時、第一尚氏嫡流の子孫は明王朝との繋がりの中で、“明姓”を名のったとされている。また、日＝てだ（太陽）、月＝月しろ（第一尚氏の守護神）とを合わせたものとの伝承もある。

## 紋章
琉球王家紋章『左三つ巴』と亀谷家紋章『丸菱右巴』
琉球王家の紋は左三つ巴、俗に"左御紋"と言う。
この紋の由来は、第一尚氏王朝から始まったものではなく、当家が王となる以前から（鮫川大主以前の時代より）この三つ巴の紋を使用していた。
のち第二尚氏王朝はそれをそのまま引き継いだのである。
しかし巴紋は子々孫々に受け継がれた。第一尚氏嫡流　明姓亀谷宗家に伝わる紋に『丸菱右巴』がある。
これは時の琉球王家の三つ巴をはばかり「一つ巴」とした紋である。

## 系譜

### 第二尚氏王統時代
- 屋比久大屋子（尚徳王三男）
- 天久大屋子（屋比久四男）
- 照屋親雲上長太（天久長男）
  - 上江洲親雲上長均（長太長男・安次富家）
  - 阿手津親雲上長孫（長太次男・亀谷家）

（出典：比嘉朝進『士族門中家譜』球陽出版、2005年、72頁参照。）
- 一世・照屋親雲上長太（屋比久四男、兼城間切照屋地頭職）
- 二世・阿手津親雲上長孫（長太次男、明氏亀谷家元祖。奄美大島阿鉄地頭職）
- 三世・照屋掟親雲上長詠（長孫長男）
- 三世・喜屋武親雲上長昌（長孫次男、喜屋武間切総地頭職）
- 四世・喜屋武親雲上長旨（長昌長男、喜屋武間切総地頭職）
- 四世・亀谷親雲上長頼（長昌六男、津堅亀谷地頭職）
- 五世・亀谷筑登之親雲上長興（長頼長男）
- 五世・亀谷筑登之親雲上長増（長頼三男）
- 六世・亀谷筑登之親雲上長紀（長増長男）
- 七世・亀谷長儀（長紀長男）
- 七世・亀谷筑登之親雲上長栄（六世長紀五男）
- 八世・亀谷子長形（長栄長男）
- 九世・亀谷筑登之親雲上長和（七世長栄次男、八世長穀の長男）
- 十世・亀谷筑登之長賢（長和長男）
- 十一世・亀谷筑登之長孝（九世長和次男、十世長済の長男）

（『明姓家譜（亀谷家）』より）

### 廃藩置県以降
- 十二世・亀谷長睦（長済の次男長常三男）
- 十三世・亀谷長英（長睦長男）
- 十四世・亀谷長健（長英長男）

## 関連事項
- 第一尚氏
- 琉球王国